# Chocolat Villars
Koordinaten: 46° 47′ 39,5″ N, 7° 9′ 16,6″ O; CH1903: 578314 / 182610
Chocolat Villars (eigentlich Villars Maître Chocolatier SA) ist eine seit 1901 bestehende Schokoladenfabrik in Freiburg/Schweiz. Ihr Gebäudekomplex wird seit 1901 immer noch von der Firma genutzt und gehört zu den schweizerischen Kulturgütern von nationaler Bedeutung.

## Geschichte
Die Fabrik wurde am 22. Mai 1901 von Wilhelm Kaiser auf dem Pérolles-Plateau, damals in der Gemeinde Villars-sur-Glâne, gegründet. Durch Eingemeindung liegt sie heute in Freiburg. Sie bekam 1904 den Namen Villars AG. Chocolat Villars wurde für seine Kreationen immer wieder prämiert und Hoflieferant von Königshäusern. Im aus Konservatismus unterentwickelt gebliebenen Kanton Freiburg gab es 1914 nur fünf Unternehmen mit über 100 Beschäftigten, darunter Chocolat Villars, das als erster Arbeitgeber der Schweiz seinen 131 Arbeitern 1915 zwei Wochen bezahlte Ferien gewährte. Im Todesjahr des Gründers 1935 kam eine Kaffeerösterei dazu, und es wurde die erste mit Liqueur gefüllte Schokoladentafel lanciert.
Nach dem Tod von Olivier Kaiser (Sohn des Wilhelm Kaiser) im Jahre 1969 wurde das Familienunternehmen von seinem Treuhänder übernommen, der es Villars Holding benannte. 1985 verkaufte die Villars Holding die Schokoladenproduktion an die Cremo SA. 1995 wurde sie von der multinationalen Soparind Bongrain übernommen, einer Gruppe, die sich 2015 zu Savencia umbenannte. Chocolat Villars ist im Savencia-Konzern der Untergruppe Savencia Gourmet zugeordnet.
Das Unternehmen beschäftigte in den 1920er Jahren rund 1200 Mitarbeitende, nach dem Zweiten Weltkrieg nur noch gegen 400 und im Jahre 2000 noch rund 100; Ende 2010 zählte die Schokoladenfirma um die 140 Beschäftigte. 2021 beschäftigte das Unternehmen 210 Mitarbeiter am Freiburger Standort.
Das Unternehmen wird heute von Stephan Buchser geleitet, der im April 2018 die Nachfolge von Jean-Pierre Geneslay antrat.
Seit 2017 gilt für Schokolade mit Schweizer Kreuz und der Bezeichnung Swiss, dass mindestens 80 % der Inhaltsstoffe aus der Schweiz stammen müssen. Ausserdem muss die Verarbeitung, die dem Produkt seine spezielle Eigenschaft verleiht, in der Schweiz stattfinden. Die Chocolat Villars baut ihr Marketing auf Swissness auf. Sie verarbeitet nach eigener Deklaration 100 % Schweizer Milch, 100 % Schweizer Zucker und 100 % Schweizer Alkohol. Das Unternehmen ist Mitglied von Chocosuisse, der Vereinigung, welche für den Schutz der Marke «Schweiz» einsteht.
Seit 2009 bietet Chocolat Villars auch Produkte mit dem Zuckerersatzstoff Stevia an.
Die Produkte werden nicht nur in der Schweiz verkauft, sondern in über 60 Ländern weltweit. Die wichtigsten Abnehmer sind Frankreich, Japan, Russland, Chile, Deutschland und die USA.
2021 feierte das Unternehmen seine 120-jährige Geschichte mit einem Wandgemälde von Serge Nidegger (alias Serge Lowrider), einem international tätigen Streetart-Künstler, an einem eigenen Gebäude in Freiburg. Es stellt anhand verschiedener Symbole oder Logos wichtige Produkte in der Geschichte des Unternehmens dar.
Im Dezember 2022 eröffnete unweit vom Hauptsitz ein zweiter Verkaufsladen, genannt «La Fabrik». Ab 2023 sollen dort Kochworkshops angeboten werden, und es wird mit ca. 50'000 Besuchern pro Jahr gerechnet.

## Kultur

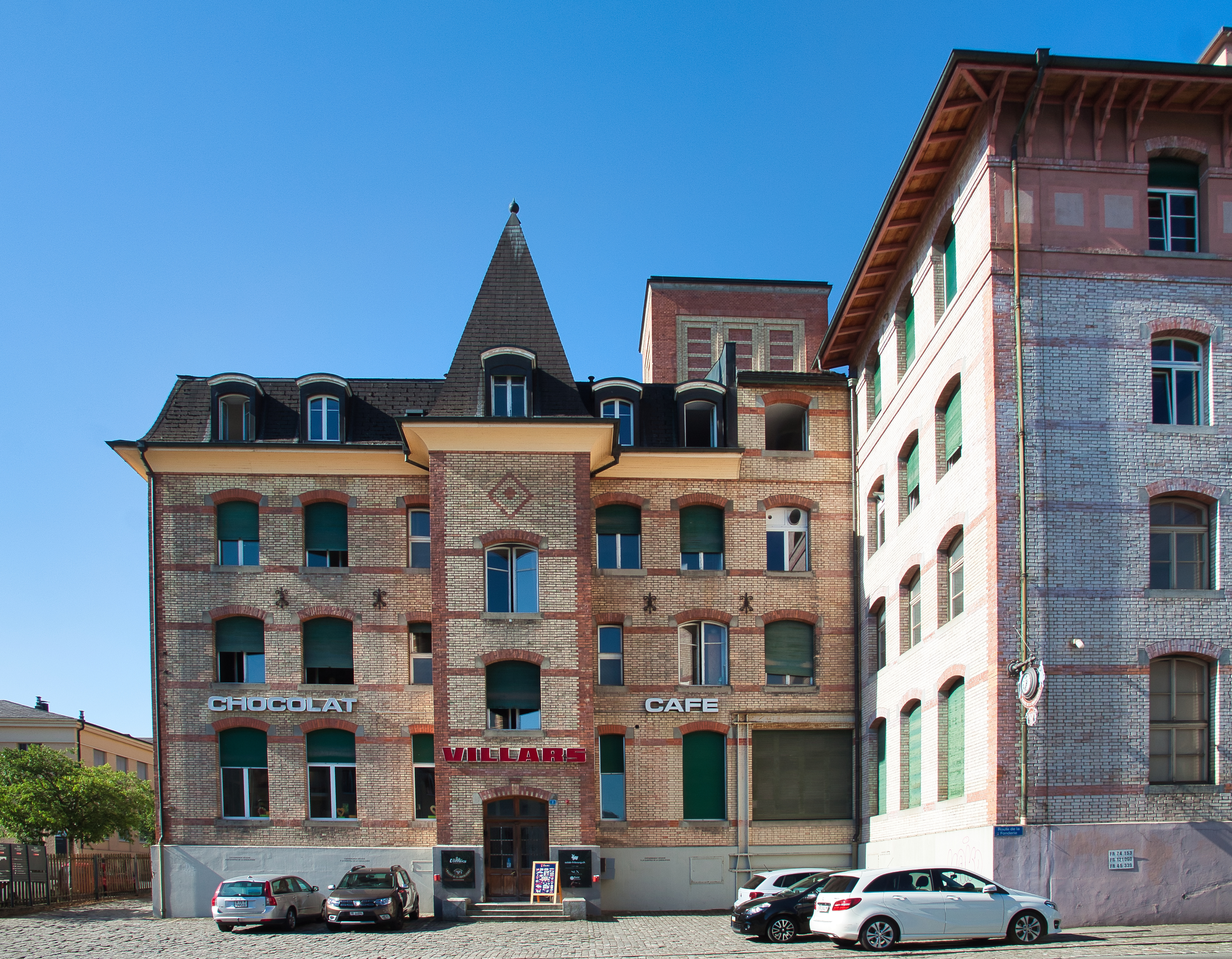
Eingang zum Café mit dem Shop der Chocolat Villars

Das Fabrikgebäude der Chocolat Villars in Freiburg gehört zu den Kulturgütern von nationaler Bedeutung im Kanton Freiburg. Es wurde schon bei der Gründung 1901 als Schokoladenfabrik genutzt.
Die sogenannte «Villars-Kuh», vom Zuger Künstler Martin Peikert als Werbefigur geschaffen, war lange schweizweit bekannter Werbeträger für Chocolat Villars. Ihre Zahl musste teils aufgrund von Sicherheitsvorschriften im schweizerischen Verkehrsgesetz stark reduziert werden. Die Gemeinde Bichelsee-Balterswil kämpfte für die Erhaltung dieser Kuh auf ihrem Gemeindegebiet, die aber keine Werbung mehr für Chocolat Villars machen darf.

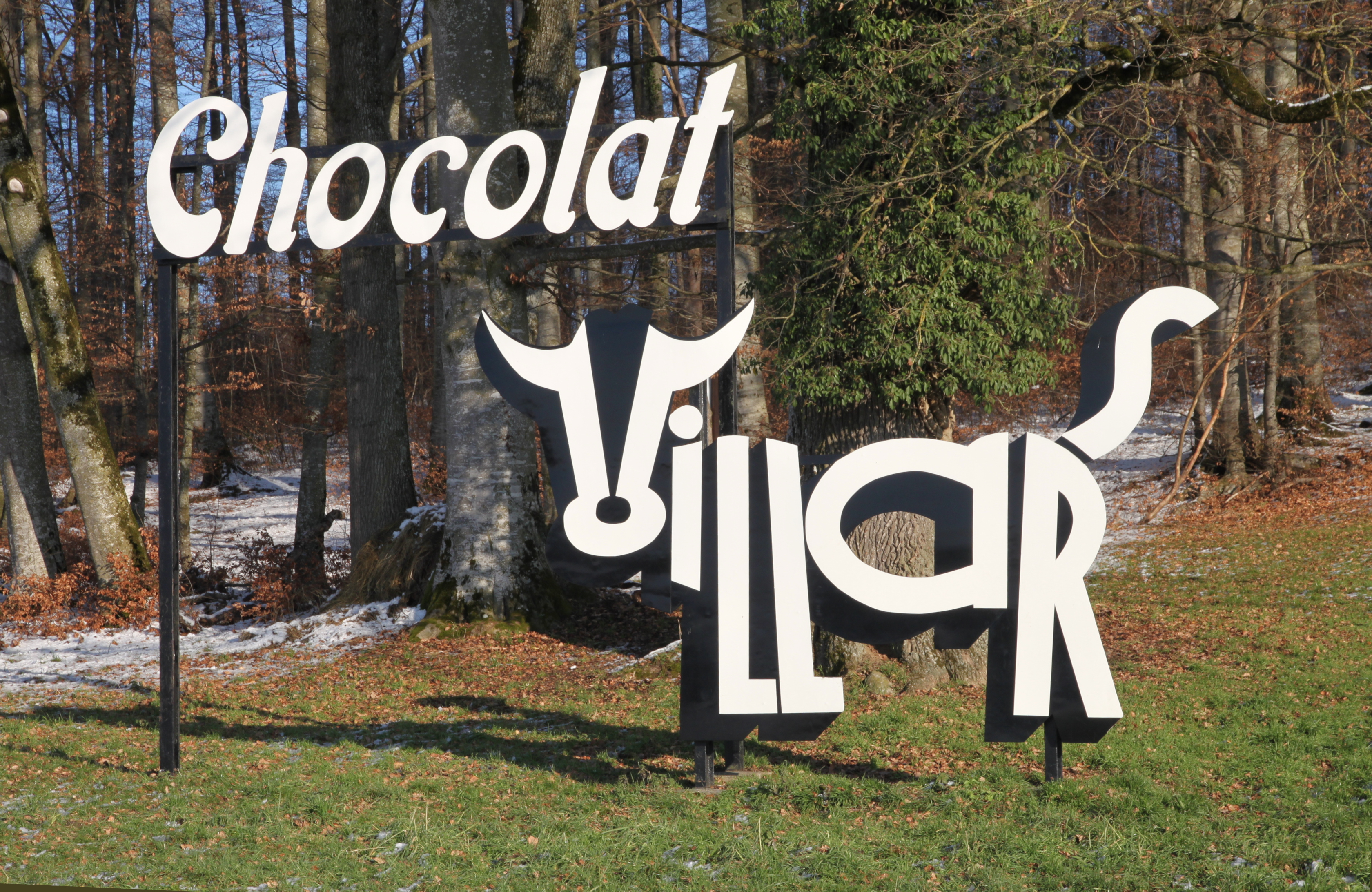
Originaler Werbeträger von Martin Peikert in Villars-sur-Glâne, Kanton Freiburg
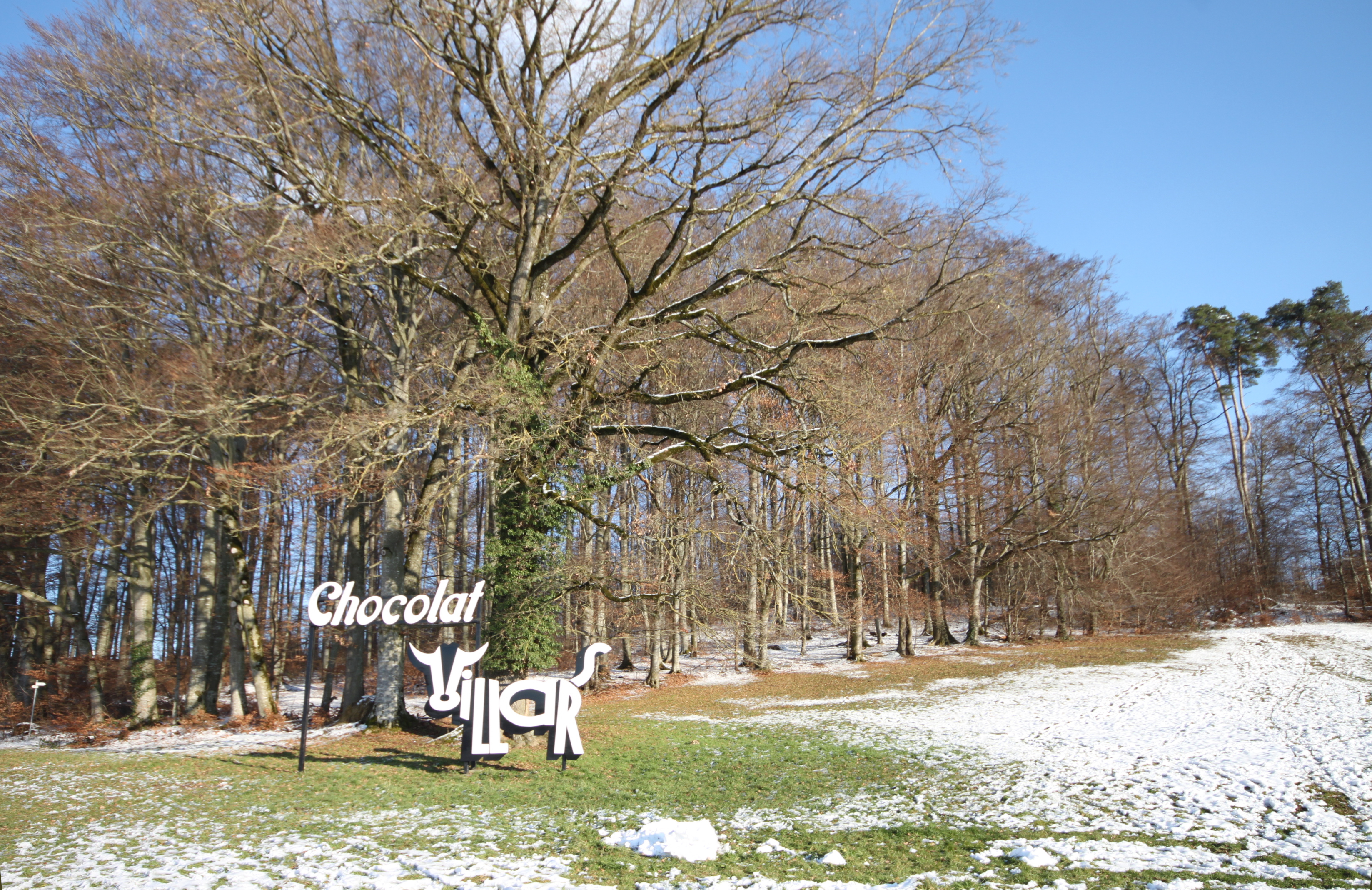
Die «Villars-Kuh» lange schweizweit bekannt, erschien erstmals 1928
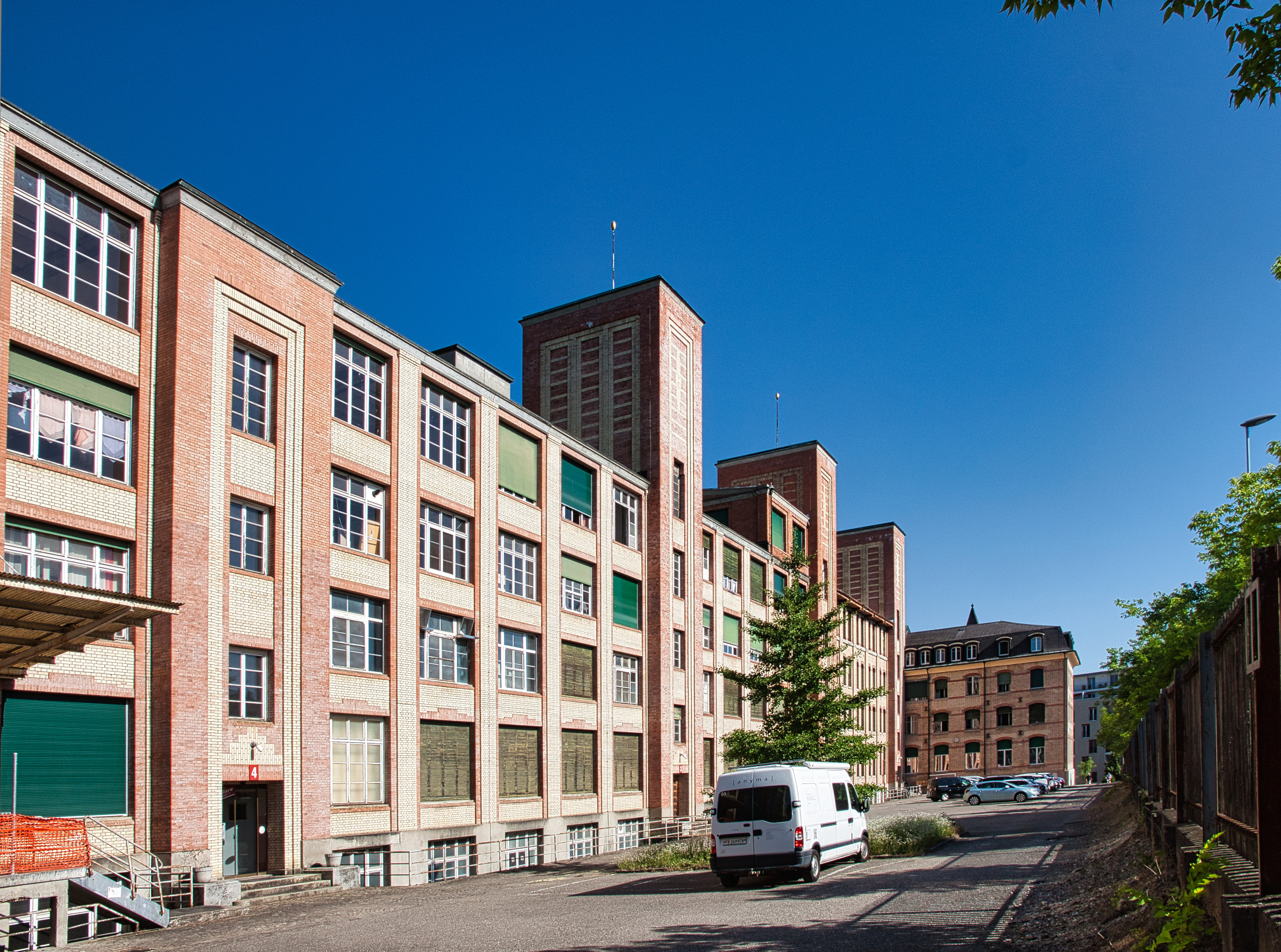
Das alte Fabrikgebäude in Freiburg
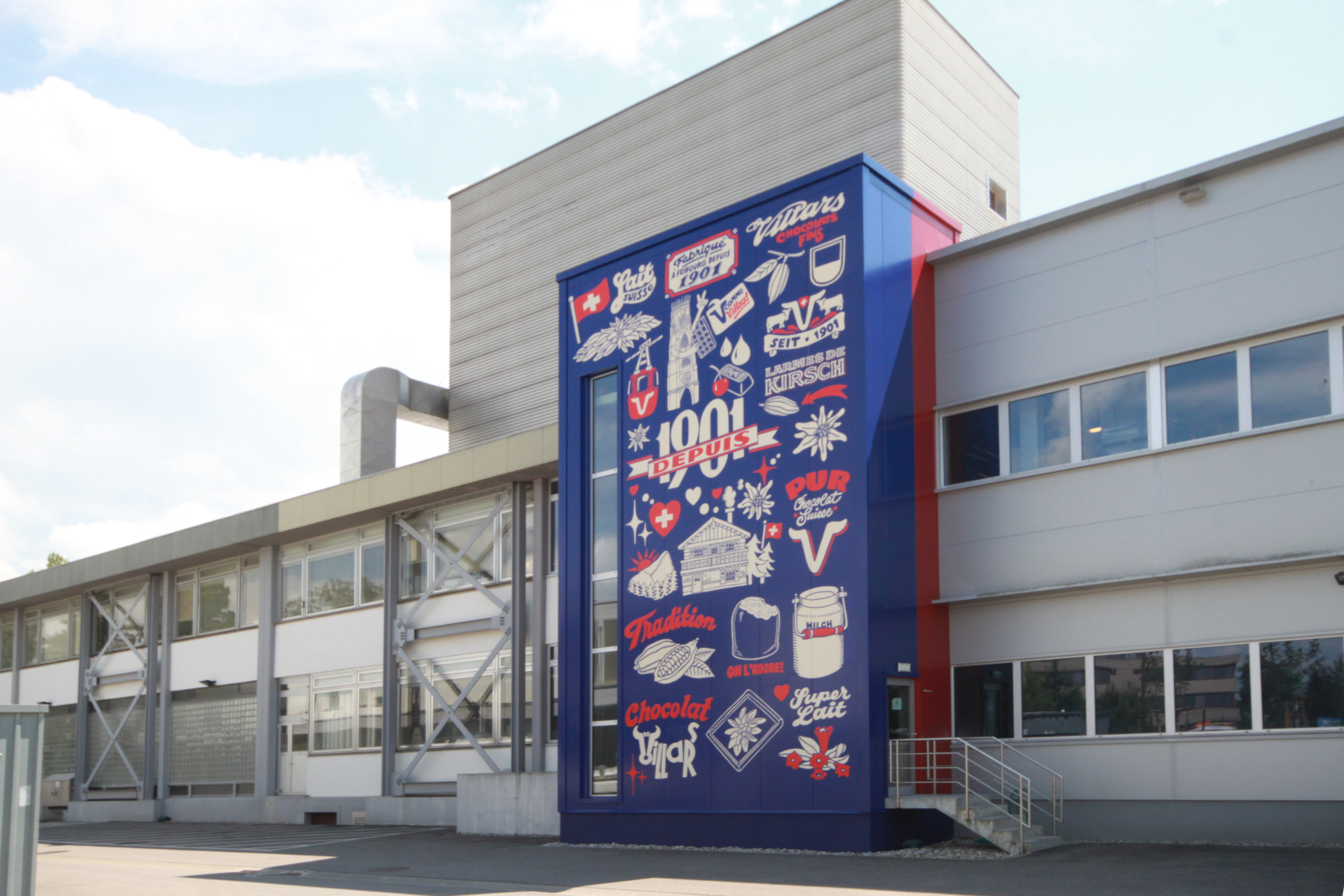
12 m hohes Graffiti von Serge Nidegger zum 120-Jahr-Jubiläum der Firma im Jahr 2021 am Bürogebäude in Freiburg i. Üe.